# Italo Balbo
Italo Balbo (Ferrara, 6 de junio de 1896-Tobruk, entonces en la colonia italiana de Libia, 28 de junio de 1940) fue un político y militar fascista italiano, considerado internacionalmente un pionero de la aviación. Ascendido al rango de mariscal del Aire, durante la época de la Italia fascista ocupó distintos puestos oficiales, como gobernador general de la Libia italiana y comandante en jefe de las fuerzas italianas en el norte de África. Debido a su enorme popularidad fue considerado el sucesor natural del dictador Benito Mussolini, pero Balbo murió inesperadamente al comienzo de la Segunda Guerra Mundial, posiblemente derribado por fuego amigo mientras realizaba un vuelo de reconocimiento.

## Biografía

### Orígenes
Italo Balbo nació en Quartesana, fracción del municipio de Ferrara, el 6 de junio de 1896. Hijo de Camillo Balbo y de Malvina Zuffi, ambos maestros de primaria. Después del nacimiento, la familia Balbo se trasladó a Ferrara. En 1911, con 15 años, escapó de su casa y se alistó en una expedición militar, organizada por Ricciotti Garibaldi, para liberar a Albania del control turco. No logró participar en la expedición al ser detenido por la policía, que fue avisada por su padre. En 1914 participó en una manifestación intervencionista en Milán a favor de la guerra contra el Imperio austrohúngaro, conociendo ahí a Benito Mussolini. Balbo era guardaespaldas de Cesare Battisti, una de las figuras más importantes del Irredentismo italiano, durante las manifestaciones realizadas a favor de la guerra contra los Habsburgo.

### Primera Guerra Mundial
Durante la Primera Guerra Mundial prestó sus servicios en el 8.º regimiento de los Alpini. Ascendido a subteniente, el 16 de octubre de 1917 dejó el batallón y fue destinado, a petición suya, al Depósito Aeronáutico de Turín para un curso de pilotaje, su verdadera pasión. Pocos días después, a causa de la ofensiva austriaco-alemana, fue obligado a regresar al frente. En 1918, al comando de la sección de asalto del batallón Pieve di Cadore, participó en la ofensiva sobre el Monte Grappa, liberando la ciudad de Feltre. Por otros méritos militares se ganó una medalla de bronce y dos de plata, alcanzando de tal forma el grado de capitán. Después de la guerra estudió en Florencia, donde se graduó en ciencias sociales, y luego regresó a su ciudad natal para trabajar como empleado de banca.

### Adhesión al fascismo
Después de haber sido en su juventud un férreo republicano-mazziniano, además de frecuentador de la  logia masónica 'Gerolamo Savonarola' de Ferrara, al finalizar la guerra se adhirió al fascismo y en seguida se convirtió en secretario de la federación fascista de Ferrara. Comenzó a organizar cuadros y brigadas formando un grupo propio apodado Celibano, como su bebida favorita. El grupo ponía fin a las huelgas por cuenta de los terratenientes locales a través de expediciones punitivas que golpeaban a los comunistas, los socialistas y a las organizaciones campesinas de Portomaggiore, Rávena, Módena y Bolonia. El grupo una vez llegó a saquear el Castillo Estense de Ferrara.
En octubre de 1922 fue uno de los 'quadrumviri' de la marcha sobre Roma, junto a Emilio de Bono, Cesare Maria De Vecchi y Michele Bianchi. En 1923 fue acusado de estar involucrado en el homicidio del párroco antifascista Don Giovanni Minzoni, en Argenta, pero fue absuelto de toda acusación. (El proceso se repitió en 1947 y la Corte de Audiencias de Ferrara lo excluyó toda responsabilidad). En 1924 se vuelve comandante general de la Milicia Voluntaria para la Seguridad Nacional y Subsecretario de la Economía Nacional en 1925.

### La pasión por el vuelo

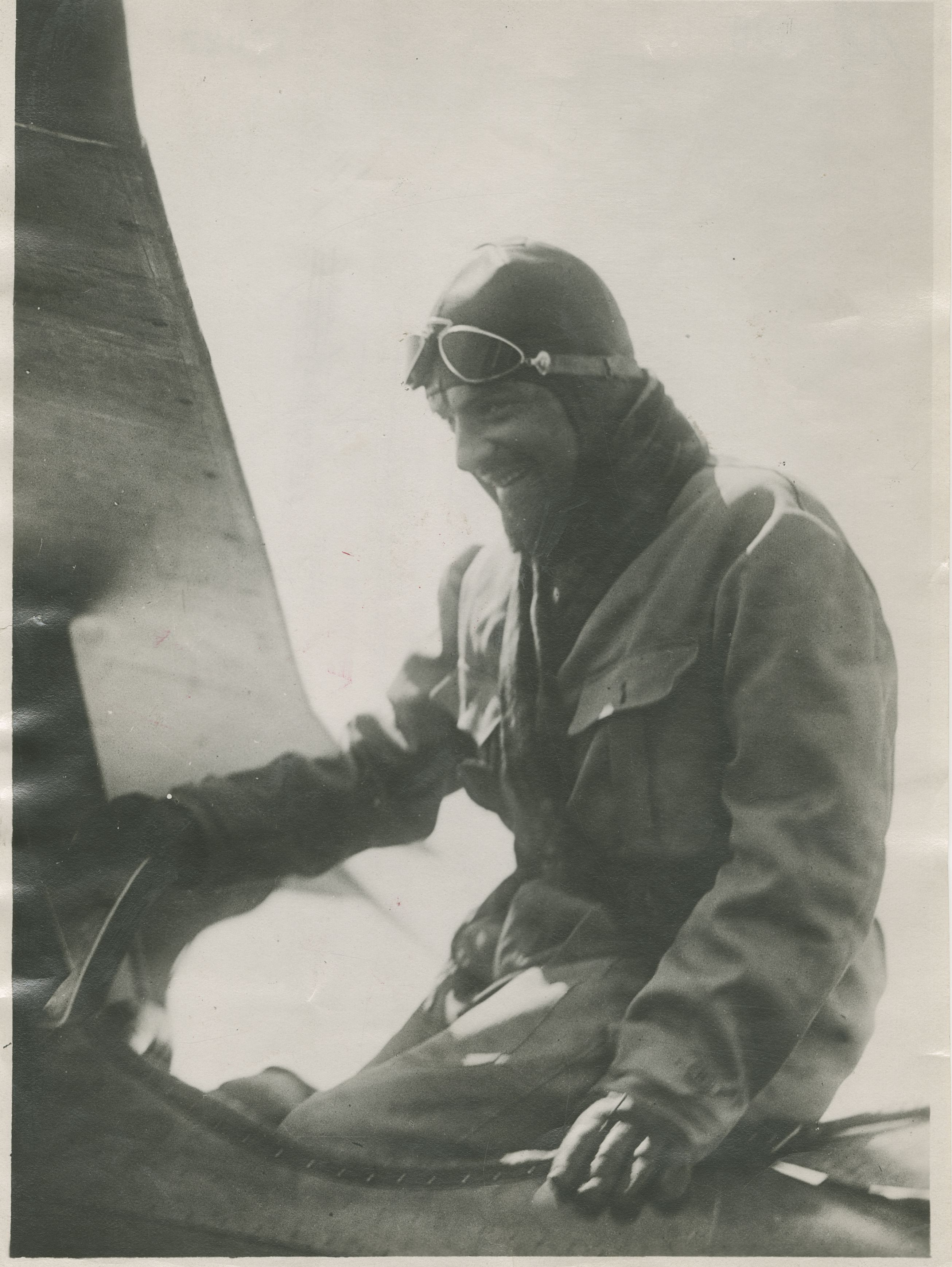
Italo Balbo en 1930

El 6 de noviembre de 1926 fue nombrado Secretario de Estado de la Aviación y se motivó en organizar a la recién constituida Dirección Aeronáutica. El 19 de agosto de 1928 se convierte en mariscal de las Fuerzas Aéreas y el 12 de septiembre de 1929, con sólo 33 años, Ministro de la Aviación (en aquella época era el ministro europeo más joven).
Balbo mandó dos expediciones aéreas transatlánticas. La primera en 1930, con doce hidrocanoas catamarán 
Savoia-Marchetti S.55A , partió de Orbetello con dirección a Río de Janeiro, en Brasil. La expedición comenzó el 17 de diciembre de 1930, completándose el 15 de enero de 1931. Entre el primero de julio y el 12 de agosto de 1933, comandó el vuelo de 24 S.55X en un vuelo de ida y vuelta desde Roma hasta Chicago El primer punto del continente americano que tocó el vuelo de ida fue Cartwright, Newfoundland and Labrador, Canadá, siguiendo hasta Montreal y al fin de viaje, Chicago. El gobernador de Illinois, el alcalde y la ciudad de Chicago dispensaron a los pilotos una acogida triunfal. En honor a Balbo se dio nombre a una avenida que todavía existe, en las proximidades del lago Míchigan, la Balbo Avenue. Los sioux presentes en la exposición de Chicago lo nombraron jefe indio con el nombre de «Jefe Águila Volante».
En aquella época las relaciones entre Italia y Estados Unidos eran óptimas, y una gesta de este tipo era muy apoyada entre otras causas debido al gran número de inmigrantes y ciudadanos de origen italiano, y considerada extraordinaria. El vuelo de regreso prosiguió por Nueva York donde fue organizado en su honor y del resto de la tripulación un gran desfile, siendo aclamados por sus más importantes vias por una enorme muchedumbre. También aquí, se dio el nombre de Balbo a una de sus avenidas. El presidente  Roosevelt lo tuvo como huésped. En el año 1931 visitó la Scuola Italiana. En esa oportunidad ofreció volar sobre la bahía de Barcelona (Westfield, NY) en su hidrocanoa a doscientos alumnos de dicha escuela, entre los que estaba Carlos Patri.
De regreso a Italia, fue nombrado mariscal aéreo. Después de este episodio, el término balbo vino a ser utilizado en el lenguaje común para describir cualquier formación numerosa de aeroplanos.
Más tarde, en el mismo año, Balbo fue nombrado gobernador de Libia, a donde llegó en enero de 1934. En este punto de su vida, Balbo se había creado enemistades al interior del partido, debidas a celos y a su comportamiento individualista. En Libia dirigió proyectos de obras públicas y construcción vial, en particular la vía litoral de 1822 km construida entre 1935 y 1937 que recorre paralela al Mediterráneo y que en su honor se llamó Vía Balbia.
Buscó además de reclamar colonias italianas y manejó una política de integración y pacificación con las poblaciones musulmanas nativas.[cita requerida] Después de la invasión alemana de Polonia en septiembre de 1939, Balbo, en visita a Roma, expresó repetidamente su descontento y preocupación por la alianza militar con Alemania, y por la política y diplomacia seguida por Mussolini, tanto doméstica como exterior. Además, sus diferencias con el Duce habían aumentado a partir del 1938 cuando, en muchas ocasiones, manifestó a Mussolini su oposición a la promulgación de las leyes raciales.{añadir referencias}}

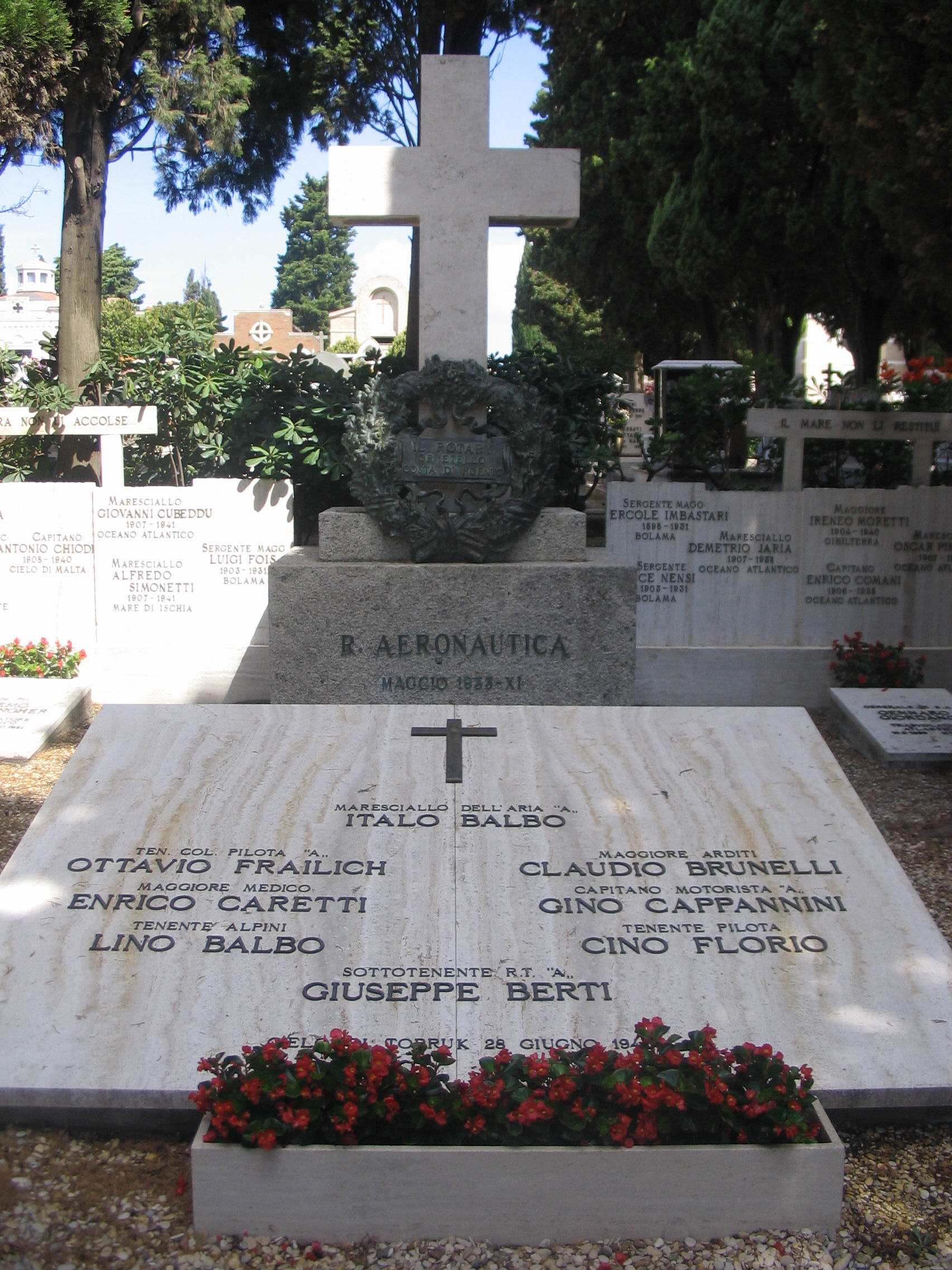
Su tumba en Orbetello.

### Muerte
El 28 de junio de 1940 Italo Balbo murió mientras regresaba de un vuelo de reconocimiento en Tobruk, cuando su avión, un Savoia-Marchetti S.M.79, fue derribado por fuego de una batería antiaérea italiana encargada de la protección del aeródromo. Al día siguiente el boletín de las Fuerzas Armadas divulgó lo siguiente:

El día 28, volando sobre el cielo de Tobruk, durante una acción de bombardeo enemiga, el aparato pilotado por Italo Balbo se ha precipitado en llamas. Italo Balbo y los componentes de la tripulación han muerto. Las banderas de las Fuerzas Armadas de Italia se inclinan en señal de obsequio y de alto honor a la memoria de Italo Balbo, voluntario alpino de la guerra mundial, Quadrumviro de la Revolución, aviador del Océano, Mariscal Aéreo, caído en el puesto de combate.

El gobierno de Roma sostuvo que el incidente fue un caso de fuego amigo (sic) y la viuda de Balbo, Emanuela Florio, sostuvo que se trató de un asesinato intencionado, ordenado por el mismo Mussolini ... - algunas fuentes lo consideran "como muy probable"-.

## Semblanza
De él, el mismo Mussolini en los más oscuros días de Salò diría: 

≪Balbo. Un buen alpino, un gran aviador, un auténtico revolucionario. El único que habría sido capaz de asesinarme≫

Galeazzo Ciano, en cambio, el día 29 de junio anotaría en su diario: 

Balbo no merecía este final: era subteniente, inquieto, amaba la vida en cada una de sus manifestaciones. [...] No había deseado la guerra y la había combatido hasta el final [...] El recuerdo de Balbo permanecerá por mucho tiempo entre los italianos, porque era, sobre todo, un italiano con los grandes defectos y las grandes cualidades de nuestra raza.

## Curiosidades
- Después del viaje de Balbo a los Estados Unidos, la 7th Avenue de la ciudad de Chicago fue nombrada Balbo Avenue, nombre que se encuentra todavía en vigor.
- En la Iglesia de Notre Dame de la Défense, en el barrio italiano de Montreal, poco después por estipulación de los Pactos de Letrán fue realizado por Guido Nincheri un fresco que representaba a Pío XI rodeado de los cardenales en compañía de Mussolini, sus jerarcas (entre los que se encontraba Balbo) y personajes de la cultura y de la ciencia italiana como Guglielmo Marconi.

## Distinciones honoríficas
Recibió numerosas condecoraciones tanto italianas como extranjeras, de les que se destacan:
- Gran Cruz de la Orden de los Santos Mauricio y Lázaro del Reino de Italia
- Gran Cruz de la Orden del Águila Alemana del Tercer Reich